# فوزي العيساوي
فوزي عمر أحمد العيساوي (26 مارس 1960م، بنغازي) هو لاعب كرة قدم ليبي دولي سابق. لعب طوال مسيرته الرياضية مع نادي النصر الرياضي في مدينة بنغازي. فاز بجائزة أفضل لاعب في بطولة كأس الأمم الأفريقية 1982. كما حصل على لقب لاعب القرن في ليبيا.

## مسيرته المهنية
بدأ العيساوي مسيرته مع فريق النصر حين كان في سن السادسة عشرة في عام 1976، عندما لعب أول مباراة له ضد فريق التحدي في مباراة انتهت بفوز النصر 2-1، حيث سجل هدفًا في المباراة، بينما سجل مراد ضو الخطابي هدف التحدي. في العام التالي، انضم إلى المنتخب الوطني في سن السابعة عشرة، ليبدأ مسيرته الدولية في وقت مبكر. كما لعب مع المنتخب العسكري والمنتخب المدرسي. خلال مسيرته مع نادي النصر، لعب أكثر من 400 مباراة وسجل أكثر من 250 هدفًا على المستوى المحلي، مما جعله أحد أبرز اللاعبين في تاريخ النادي.
على مستوى الانضباط، لم يتلقَ العيساوي في مسيرته الرياضية سوى بطاقة حمراء واحدة، وكانت في مباراة ضد فريق الصقور في ملعب طبرق، حيث كانت البطاقة حسب شهادة جمهور الصقور نفسها قرارًا ظالمًا. أما بالنسبة للبطاقات الصفراء، فلم يُحرم من أي مباراة بسبب تلقيه بطاقتين صفراوين.
اعتزل العيساوي كرة القدم في عام 1997، بعد 27 عامًا في هذا المجال، وبعد أن سجل الركلة الترجيحية الأخيرة في نهائي كأس ليبيا، والتي توجت بفوز فريقه بالبطولة. ثم عاد إلى كرة القدم من خلال التدريب، ليقود فريق النصر للفوز بلقب "الدوري الليبي الممتاز" للمرة الثانية في تاريخه، في الموسم 2017/2018.

## إنجازاته
- حصل على بطولة الدوري العام سنة 1987م مع نادي النصر، حيث سجل هدف الفوز لفريقه في الدقيقة الرابعة من الوقت بدل الضائع برأسية شهيرة.
- حصل على لقب وصيف البطل ثلاث مرات، وكان قريبًا جدًا من الفوز بالبطولة في هذه المرات.
- حصل على لقب الهداف في تصفيات كأس الأمم الأفريقية 1985م، برصيد 5 أهداف، مع وصول فريقه إلى الدور قبل النهائي في كأس كؤوس أفريقيا 1985م، إلا أن النصر انسحب من البطولة بقرار سياسي.
- حصل على كأس أفضل لاعب في بطولة أفريقيا عام 1982م بوجود نجوم أفريقيا روجي ميلا وعبيدي بيلي وصالح عصاد ولخضر بلومي ورابح ماجر، ولكنه نال اللقب.
- حصل مع المنتخب على الترتيب الثاني في بطولة أفريقيا 1982م بعد تفوق غانا بركلات الحظ الترجيحية.
- حصل على كأس الدورة الإسلامية في ماليزيا 1980م.
- حصل على كأس الدورة المدرسية مع المنتخب 1977م.
- وصل للمباراة الفاصلة مع المغرب في كأس العالم 1986م، حينما كان عدد الفرق المؤهلة من أفريفيا محدود.
- شارك مع منتخب العرب ضد أندية هولندا، وتفوق منتخب العرب 4-1 حيث صنع فوزي ثلاثة من الأهداف الأربعة لصالح بلومي والخطيب ومنصور مفتاح.
- تم استدعائه عام 1992م لمنتخب نجوم العالم المختارين، ومن بينهم ماتيوس وفولر وباجيو وروجي ميلا وزيكو وغيرهم.
- دخل لتصنيف أفضل مائة لاعب في تاريخ أفريقيا.
- حصل على الترتيب الحادي عشر في استفتاء الاتحاد الأفريقي لاختيار أفضل لاعب في أفريقيا عام 1983م.
- تم تكريمه من قبل الاتحاد الدولي لكرة القدم بصفته الشخصية الرياضية التي ساهمت في تقدم الكرة في بلادها، (من كل بلد يتم اختيار شخصية).[4][5]

## أقوال مشهورة حول العيساوي
- عندما كان إينزو بيرزوت، مدرب منتخب إيطاليا، في ليبيا لمراقبة أداء منتخب الكاميرون الذي كان سيواجهه في كأس العالم، أعجب بأداء اللاعب رقم 10 في المنتخب الليبي، والذي كان فوزي العيساوي. وصفه بيرزوت باللاعب الذي يمتلك قدرة رائعة على التحكم بالكرة وتوجيهها كما يشاء، وأثنى على مهاراته في الهجوم من الجناح الأيمن، مشيرًا إلى أنه أكثر قوة وفعالية في هذه المساحة من الملعب. كما أكد بيرزوت أن العيساوي كان يمتلك المؤهلات التي تجعله قادرًا على الاحتراف في أي نادي إيطالي.

- وفي تصريح آخر، قال ماريو زاغالو، مدرب نادي فلامنجو، الذي لعب ضد المنتخب الليبي، إنه تفاجأ من أن منتخبًا يضم هذا اللاعب رقم 10 لا يتأهل إلى كأس العالم.

- عندما تولى كارلوس بيلاردو تدريب منتخب ليبيا، طلب مشاهدة أشرطة قديمة للتعرف على مستوى كرة القدم في البلاد. أحضر له أحد الأشخاص مباراة ليبيا ضد تونس في بطولة كأس الأمم الأفريقية 1982م. وعندما شاهد لقطة الهدف الثاني للمنتخب الليبي، قال بيلاردو متعجبًا: "من هذا اللاعب الأسمر؟"، وعندما أُخبر أنه فوزي العيساوي، ضحك بيلاردو وقال: "لا، لا، هذا غارنيشيا البرازيلي".

## روابط خارجية
- فوزي العيساوي على موقع قاعدة بيانات كرة القدم.إي يو (الإنجليزية)
- فوزي العيساوي على موقع ناشيونال فوتبول تيمز (الإنجليزية)
- فوزي العيساوي على موقع عالم كرة القدم.نت (الإنجليزية)